# House of the Rising Sun (película)
House of the Rising Sun es una película de 2011 protagonizada por Dave Bautista. La filmación tuvo lugar en Gran Rapids, Míchigan. El guion fue escrito por Chuck Hustmyre y Brian A. Miller, basado en la novela de Chuck Hustmyre del mismo nombre.

## Sinopsis
Ray (Batista), un expolicía buscando una nueva vida, encuentra su deseo de paz interrumpido cuando un club nocturno en el que trabaja es robado y el hijo del dueño es asesinado. Ray descubre que ahora debe limpiar su nombre al encontrar al verdadero asesino.

## Elenco
- Dave Bautista como Ray.
- Amy Smart como Jenny Porter.
- Danny Trejo como Carlos.
- Dominic Purcell como Tony.
- Craig Fairbrass como Charlie Blackstone.
- Brian Vander Ark como Jimmy LaGrange.
- Roy Oraschin como Dylan Sylvester.
- Lyle Kanouse como Vinnie Marcella.